# Ross Patterson
Ross Patterson, alias St. James,  es un actor y autor estadounidense que ha aparecido en más de 20 películas, entre ellas The New Guy, Accepted, y la película de Sundance 2006 The Darwin Awards.  Ross también ha escrito, protagonizado y producido seis películas; $50K and a Call Girl: A Love Story, 7-Ten Split, (con la actriz Tara Reid), Screwball: The Ted Whitfield Story,  Darnell Dawkins Mouth Guitar Legend, Poolboy: Drowning Out the Fury y FDR: American Badass!, así como un piloto de 2007 para MTV titulado The Barnes Brothers, que no fue recogido.

## Novela
El 9 de junio de 2015, la primera novela de Patterson, At Night She Cries, While He Rides His Steed fue publicada por Regan Arts. Se presenta como la primera "novela romántica para tíos". Fue nominado para el premio MTV Movies Award al mejor Spoof en 2008. Ross fue miembro de la fraternidad Kappa Sigma en la Universidad Estatal de Ohio a finales de los años 90.[cita requerida]  Ross puede ser visto como el productor de música de Hollywood que habla rápido Joey Zane en la película Garden Party  que se estrenó el 11 de julio de 2008 en Los Ángeles, Nueva York, Portland y Seattle.

## Película
Patterson terminó de filmar Darnell Dawkins: Mouth Guitar Legend en enero de 2010. La película se basa en el popular cortometraje de YouTube del mismo nombre que ha obtenido más de 800.000 visitas. Escribió, protagonizó y produjo esta película.
Poolboy: Drowning Out the Fury protagonizada por Danny Trejo, Jason Mewes y Kevin Sorbo, supuestamente fue hecha en 1990, pero solo fue lanzada al público en 2013.
Screwball: The Ted Whitfield Story salió el 1 de octubre de 2010. La trama incluye una huelga de béisbol de las grandes ligas en 1994 que le da al deporte de Wiffle Ball la oportunidad de ser el centro de atención. Ted Whitfield, un jugador estrella, es interpretado por Patterson.
Patterson escribió y produjo FDR: American Badass! interpretando un papel frente a Barry Bostwick (FDR) y Bruce McGill. La producción comenzó el 6 de diciembre de 2010 en Los Ángeles y presenta al 32º presidente de los Estados Unidos en una "silla de ruedas de la muerte" para detener al mundo de los hombres lobo que portan el virus de la polio, incluyendo las versiones de Hitler, Mussolini y el Emperador Hirohito.FDR: American Badass! fue designada, "Una de las 25 películas más extrañas que se transmiten por Netflix en este momento", por la crítica en 2013.
El piloto de Ross Patterson, St. James St. James Presents: Delirium Cinema obtuvo el premio "Out of the Box" en el Festival de Televisión de Nueva York 2011. La IFC (U.S. TV channel) patrocinó la categoría y el premio fue un acuerdo de desarrollo con la red. Patterson creó, escribió, protagonizó y produjo el programa que presenta a un director que repasa las 200 peores películas jamás realizadas.
$50K and a Call Girl: A Love Story está en postproducción. Patterson protagoniza con la actriz Jessie Wiseman y el rapero Asher Roth. Escribe, protagoniza y produce en esta película también. La película está dirigida por Seth Grossman.
Ross Patterson escribió, produjo y dirigió la comedia de acción 'Helen Keller vs Nightwolves' que se publicó el 31 de octubre de 2015. Esta película muestra un relato ficticio de cómo Helen Keller perdió la audición y la vista debido a los lobos nocturnos que aterrorizaron a su pueblo, y decide defenderse. La película está protagonizada por la actriz Jessie Wiseman, la actriz Lin Shaye y el actor Barry Bostwick.
En 2015, produjo y dirigió, además de protagonizar Range 15, en colaboración con las empresas de confección Ranger Up y Article 15 Clothing. La financiación de la película fue generada a través de una campaña de Indiegogo iniciada por las dos compañías de ropa, que resultó en la recaudación de más de un millón de dólares. La película se estrenó en junio de 2016.